# طرخشقون عريض المقاطع
طرخشقون عريض المقاطع (الاسم العلمي:Taraxacum latisectum) هو نوع من النباتات يتبع جنس الطرخشقون من الفصيلة النجمية.